# Tidersrumssjön
Tidersrumssjön är en sjö i Kinda kommun i Östergötland och ingår i Motala ströms huvudavrinningsområde. Sjön har en area på 1,08 kvadratkilometer och ligger 164,9 meter över havet.

## Delavrinningsområde
Tidersrumssjön ingår i det delavrinningsområde (642167-147989) som SMHI kallar för Utloppet av Tidersrumssjön. Medelhöjden är 204 meter över havet och ytan är 11,12 kvadratkilometer. Det finns inga avrinningsområden uppströms utan avrinningsområdet är högsta punkten. Vattendraget som avvattnar avrinningsområdet har biflödesordning 5, vilket innebär att vattnet flödar genom totalt 5 vattendrag innan det når havet efter 168 kilometer. Avrinningsområdet består mestadels av skog (64 procent) och jordbruk (15 procent). Avrinningsområdet har 1,18 kvadratkilometer vattenytor vilket ger det en sjöprocent på 10,6 procent.